# کوسنت (قبله)
کوسنت (به لاتین: Küsnət) یک منطقه مسکونی در جمهوری آذربایجان است که در شهرستان قبله واقع شده است.